# Yann Gboho
Gnantin Yann-Alexandre Gboho (Man, 14 januari 2001) is een Frans-Ivoriaans voetballer die doorgaans speelt als vleugelspeler. In januari 2024 verruilde hij Cercle Brugge voor Toulouse. Hij is een neef van voetballers Désiré en Guéla Doué.

## Clubcarrière
Gboho speelde in de jeugd van Aiglon du Lamentin, alvorens hij via FC Rouen in 2016 in de opleiding van Stade Rennais terechtkwam. Voor die club maakte hij zijn debuut op 20 oktober 2019, op bezoek bij AS Monaco. Die club kwam op voorsprong door een doelpunt van Wissam Ben Yedder, waarna Stade Rennais op voorsprong kwam door treffers van Faitout Maouassa en Adrien Hunou. Hierna maakte Islam Slimani gelijk en door een tweede doelpunt van Ben Yedder won Monaco met 3–2. Gboho moest van coach Julien Stéphan op de reservebank beginnen en hij mocht elf minuten voor tijd invallen voor Hunou. Zijn eerste doelpunt als profvoetballer volgde een week later, op 27 oktober. Op die dag werd in het eigen Roazhon Park gespeeld tegen Toulouse. Hier zag hij M'Baye Niang en Hunou binnen tien minuten scoren voor Stade Rennais, waarna Mathieu Dossevi en Max Gradel zorgden voor een gelijke stand. Gboho, die in de blessuretijd was ingevallen voor Romain Del Castillo, zorgde op aangeven van Jordan Siebatcheu voor de winnende treffer: 3–2.
Gboho werd in de zomer van 2021 voor één seizoen verhuurd aan Vitesse. In Arnhem speelde hij in de eerste seizoenshelft dertien competitiewedstrijden. Na de winterstop waren dit er nog vier. In augustus 2022 nam Cercle Brugge de aanvallende middenvelder over en gaf het hem een contract voor drie seizoenen. Gboho speelde anderhalf jaar voor Cercle, voor hij in januari 2024 voor een bedrag van circa tweeënhalf miljoen euro verkaste naar Toulouse.

## Clubstatistieken
| Seizoen | Club          | Competitie      | Competitie | Competitie | Beker | Beker | Internationaal | Internationaal | Totaal | Totaal |
| Seizoen | Club          | Competitie      | Wed.       | Dlp.       | Wed.  | Dlp.  | Wed.           | Dlp.           | Wed.   | Dlp.   |
| ------- | ------------- | --------------- | ---------- | ---------- | ----- | ----- | -------------- | -------------- | ------ | ------ |
| 2019/20 | Stade Rennais | Ligue 1         | 8          | 1          | 6     | 1     | 3              | 0              | 17     | 2      |
| 2020/21 | Stade Rennais | Ligue 1         | 10         | 0          | 1     | 0     | 4              | 0              | 15     | 0      |
| 2021/22 | → Vitesse     | Eredivisie      | 17         | 2          | 2     | 0     | 11             | 1              | 30     | 3      |
| 2022/23 | Cercle Brugge | Eerste klasse A | 29         | 3          | 2     | 0     | —              | —              | 31     | 3      |
| 2023/24 | Cercle Brugge | Eerste klasse A | 20         | 0          | 1     | 1     | —              | —              | 21     | 1      |
| 2023/24 | Toulouse      | Ligue 1         | 16         | 3          | 1     | 1     | 2              | 0              | 19     | 4      |
| 2024/25 | Toulouse      | Ligue 1         | 31         | 5          | 2     | 0     | —              | —              | 33     | 5      |
| Totaal  | Totaal        | Totaal          | 131        | 14         | 15    | 3     | 20             | 1              | 166    | 18     |

Bijgewerkt op 23 juli 2025.